# Urbana (Iowa)
Urbana ist eine Kleinstadt (mit dem Status „City“) im Benton County im US-amerikanischen Bundesstaat Iowa. Das U.S. Census Bureau hat bei der Volkszählung 2020 eine Einwohnerzahl von 1.554 ermittelt.
Urbana ist Bestandteil der Metropolregion um die Stadt Cedar Rapids.

## Geografie
Urbana liegt im Osten Iowas am linken Ufer des Cedar River, der über den Iowa River zum Stromgebiet des Mississippi gehört. Dieser bildet rund 90 km östlich die Grenze Iowas zu Wisconsin und Illinois. Die Grenze Iowas zu Minnesota verläuft rund 160 km nördlich und rund 200 km südlich der Stadt verläuft die Grenze zu Missouri.
Die geografischen Koordinaten von Urbana sind 42°13′27″ nördlicher Breite und 91°52′28″ westlicher Länge. Das Stadtgebiet erstreckt sich über eine Fläche von 5,7 km² und liegt in der Polk Township.
Nachbarorte von Urbana sind Rowley (23,1 km nördlich), Independence (28,6 km in der gleichen Richtung), Quasqueton (28,3 km nordnordöstlich), Walker (14,3 km nordöstlich), Center Point (8,8 km südöstlich), Shellsburg (15,2 km südlich), Vinton (19,7 km südwestlich) und Brandon (15,8 km nordwestlich).
Urbana liegt zwischen den Städten Cedar Rapids (36,2 km südöstlich) und Waterloo (53,3 km nordwestlich). Die nächstgelegenen weiteren größeren Städte sind Iowa City (80 km südöstlich), Wisconsins Hauptstadt Madison (279 km nordöstlich), Rockford in Illinois (279 km östlich), Chicago in Illinois (400 km in der gleichen Richtung), die Quad Cities in Iowa und Illinois (164 km ostsüdöstlich), St. Louis in Missouri (493 km südsüdöstlich), Kansas City in Missouri (509 km südsüdwestlich), Iowas Hauptstadt Des Moines (197 km westsüdwestlich), Nebraskas größte Stadt Omaha (419 km in der gleichen Richtung), Sioux City (390 km westlich), South Dakotas größte Stadt Sioux Falls (527 km westnordwestlich), Rochester in Minnesota (233 km nordnordwestlich) und die Twin Cities in Minnesota (368 km in der gleichen Richtung).

## Verkehr
Der Interstate Highway 380 und der hier auf einem gemeinsamen Streckenabschnitt verlaufende Iowa Highway 27 führen in Nordwest-Südost-Richtung durch den Nordosten des Stadtgebiets von Urbana. Auf Höhe des Stadtzentrums zweigt von der Interstate der Iowa Highway 150 und führt als Hauptstraße in westlicher Richtung durch das Zentrum von Urbana. Alle weiteren Straßen sind untergeordnete Landstraßen, teils unbefestigte Fahrwege sowie innerörtliche Verbindungsstraßen.
Mit dem Vinton Veterans Memorial Airpark befindet sich 7,2 km westlich ein kleiner Flugplatz. Der nächste Verkehrsflughafen ist der Eastern Iowa Airport in Cedar Rapids (49,6 km südöstlich).

## Bevölkerung
Nach der Volkszählung im Jahr 2010 lebten in Urbana 1458 Menschen in 520 Haushalten. Die Bevölkerungsdichte betrug 255,8 Einwohner pro Quadratkilometer. In den 520 Haushalten lebten statistisch je 2,8 Personen.
Ethnisch betrachtet setzte sich die Bevölkerung zusammen aus 97,5 Prozent Weißen, 0,3 Prozent Afroamerikanern, 0,3 Prozent Asiaten sowie 0,2 Prozent aus anderen ethnischen Gruppen; 1,7 Prozent stammten von zwei oder mehr Ethnien ab. Unabhängig von der ethnischen Zugehörigkeit waren 1,0 Prozent der Bevölkerung spanischer oder lateinamerikanischer Abstammung.
32,2 Prozent der Bevölkerung waren unter 18 Jahre alt, 60,2 Prozent waren zwischen 18 und 64 und 7,6 Prozent waren 65 Jahre oder älter. 49,5 Prozent der Bevölkerung waren weiblich.
Das mittlere jährliche Einkommen eines Haushalts lag bei 70.368 USD. Das Pro-Kopf-Einkommen betrug 28.481 USD. 6,1 Prozent der Einwohner lebten unterhalb der Armutsgrenze.